# Simon Ax
Simon Ax (12 gennaio 1983) è un ex snowboarder svedese.

## Palmarès

### Mondiali
- 1 medaglia:
  - 1 argento (big air a Kreischberg 2003)

### Coppa del Mondo
- Miglior piazzamento nella Coppa del Mondo generale di freestyle: 311º nel 2006
- Vincitore della Coppa del Mondo di big air nel 2004
- 5 podi:
  - 2 vittorie
  - 3 secondi posti

#### Coppa del Mondo - vittorie
| Data            | Luogo             | Paese       | Disciplina |
| --------------- | ----------------- | ----------- | ---------- |
| 31 gennaio 2004 | Monaco di Baviera | Germania    | BA         |
| 7 marzo 2004    | Monte Bachelor    | Stati Uniti | BA         |

Legenda:

BA = Big air